# Sandro Bellucci
Sandro Bellucci, född den 21 februari 1955 i Rom, Italien, är en italiensk friidrottare inom gång.
Han tog OS-brons i 50 kilometer gång vid friidrottstävlingarna 1984 i Los Angeles. 